# Propen
Propen, også kendt som propylen, er en umættet organisk forbindelse med den kemiske formel C3H6. Det har en dobbeltbinding, og er det næstsimpleste medlem af alkenklassen af kulbrinter, og det samme gælder for propen i naturlig forekomst.

## Egenskaber
Ved stuetemperatur er propen en farveløs gas.
Propen har en højere massefylde og kogepunkt end ethylen på grund af dets større størrelse. Det har et lidt lavere kogepunkt end propan og er således mere svingende. Det mangler stærkt polære egenskaber, men molekylet har et lille dipolmoment på grund af sin nedsatte symmetri (punktgruppe Cs).
Propen har samme empiriske formel som cyklopropan, men forskellen er at atomerne forbindes på forskellige måder, hvilket gør disse molekyler strukturelle isomerer.
| Kemi | Spire Denne artikel om kemi er en spire som bør udbygges. Du er velkommen til at hjælpe Wikipedia ved at udvide den. |